# Лид (журналистика)

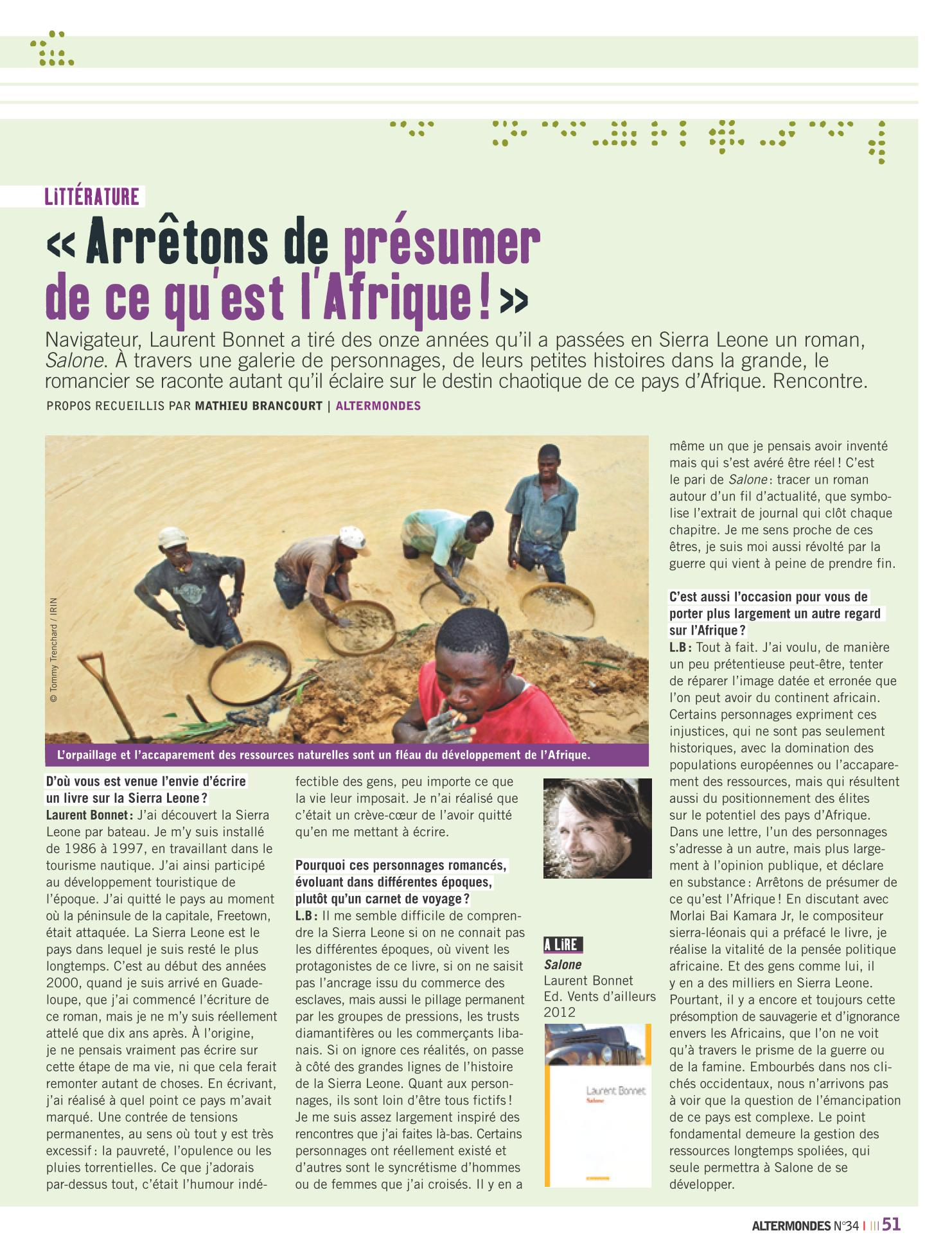
Лид — под заголовком статьи

Лид (от англ. Lead paragraph — ведущий или главный абзац) — аннотация, «шапка» статьи, новости или пресс-релиза. Состоит из одного первого выделенного абзаца, в котором коротко формулируется проблема, раскрывается суть заголовка. Размер лида обычно не превышает 3-5 строк.
Заголовок, лид и концовка — важнейшие структурные элементы журналистского текста.

## Описание
Лид — это чаще всего первый абзац статьи, информативный отрывок, позволяющий захватить внимание читателя на данном материале, оформляемый более крупным шрифтом или выделяемый другими визуальными средствами. Главным признаком лида является его компактность, что позволяет за короткий промежуток чтения донести до читателя тему статьи и ключ к ее интерпретации. Эффективный лид захватывает внимание читателя и дает понять, что в этом тексте будет найден ответ на интересующий его вопрос. Лид также помогает читателю определиться с необходимостью вообще обращаться к материалу. Лиды часто воспроизводятся в ленте материалов СМИ на страницах в социальных сетях.

## Значение в СМИ и маркетинге
- Лид ускоряет процесс ориентирования пользователя в содержании сообщения на фоне огромных потоков информации.
- Может являться принципом составления твита в Twitter, если вы используете этот сервис для трансляции.
- Является незаменимым компонентом для эффективной работы RSS-рассылок.

## Виды лида
- Основной — вид лида, который в своем содержании раскрывает основную мысль текста или кратко излагает её.
Пример: «На протяжении нескольких дней полиция безуспешно пытается усмирить местных бунтующих».
- Эпизодичный — вид лида, в котором нам рассказывают эпизод, связанный с событиями изложенного.
Пример: «На осеннем празднике урожая был проведен конкурс на самую крупную тыкву этого сезона. В этом году на нем победила представительница нашего маленького городка. „Я счастлива, что мои старания не прошли даром!“, — рассказала победительница конкурса, садовод Татьяна».
- Цитатный — вид, в котором используется цитата, характеризующая содержание текста.
Пример: «„Я не собираюсь тратить время на людей, которые не могут потратить своё время на меня“, — заявил популярный киноартист».
- Резонансный — вид, при котором, отстранившись от главной темы повествования, мы резко переходим к раскрытию нужного нам содержания об этом объекте для того, чтобы привлечь внимание читателя (втянуть его в чтение).
Пример: «Огромные символы на полях. Странные знаки стали появляться на ландшафте нашей планеты».

Вид лида полностью зависит от опыта и мастерства журналиста, и здесь представлены некоторые из основных его видов.